# Al-Waqf Tower
La Al-Waqf Tower est un gratte-ciel de Koweït City, capitale du Koweït. Achevé en 2010, il est haut de 230 m et compte 50 étages. Les étages 8, 19, 30 et 41 sont des niveaux techniques (en).